# Pachybrachis fraudolentus
Pachybrachis fraudolentus là một loài bọ cánh cứng trong họ Chrysomelidae. Loài này được G. Müller miêu tả khoa học năm 1955.